# Грб Приједора
Грб Приједора је званични грб српског града Приједора.
Раније општина, а сада град Приједор је и раније користио сличне стилизоване верзије грба, почев од 1945, а задња хералдистичка промјена је усвојена 8. маја 2013. године.

## Опис грба
Грб града Приједора име овални облик средњовјековног штита у чијој средини је плавом бојом стилизовано представљена планина Козара која поље штита дијели на два дијела, од чега је горње црвене, а доње бијеле боје, те тако комплетно стилизује боје заставе Републике Српске.
На црвеном дијелу поља је бијела звијезда која стилизовано представља сунце као извор живота и споменик на Козари који асоцира на велике жртве, патње и страдања, али и велике побједе једне генерације и пут у свијетлу будућност. У периоду 1992-2013. на овом дијелу грба се умјесто сунца налазио српски крст са оцилима. На бијелом пољу штита, црном бојом је стилизована ријека Сана и расцвјетало почетно слово имена града.
Грб је додатно уоквирен плавим.

## Галерија историјских грбова Приједора
- Грб општине Приједор 
 (1945-1992)
- Грб општине Приједор 
 (1992-2013)
- Грб града Приједора 
 (2013- )